# XNU
XNU là hạt nhân hệ điều hành máy tính được phát triển tại Apple Inc. kể từ tháng 12 năm 1996 để sử dụng trong hệ điều hành MacOS và được phát hành dưới dạng phần mềm miễn phí và mã nguồn mở như một phần của hệ điều hành Darwin.